# Корковадо (вулкан)
Вулкан Корковадо (ісп. Volcán Corcovado) — стратовулкан, розташований за 25 км на південь від гирла річки Єльчо в провінції Палена чилійського регіону Лос-Лаґос. Виточена льодовиками гора увінчана попеловим конусом періоду Голоцену. Найвідомішою рисою цього вулкана є його вершина у формі сходів, подібна до Пунтіаґудо. Біля підніжжя вулкана є ряд мальовничих озер. Корковадо домінує над ландшафтом району затоки Корковадо і видимий з острова Чилое за умовами ясної погоди.
Вулкан і територія біля нього є частиною Національного парку Корковадо, із містом Чайтен як туристичним центром району.

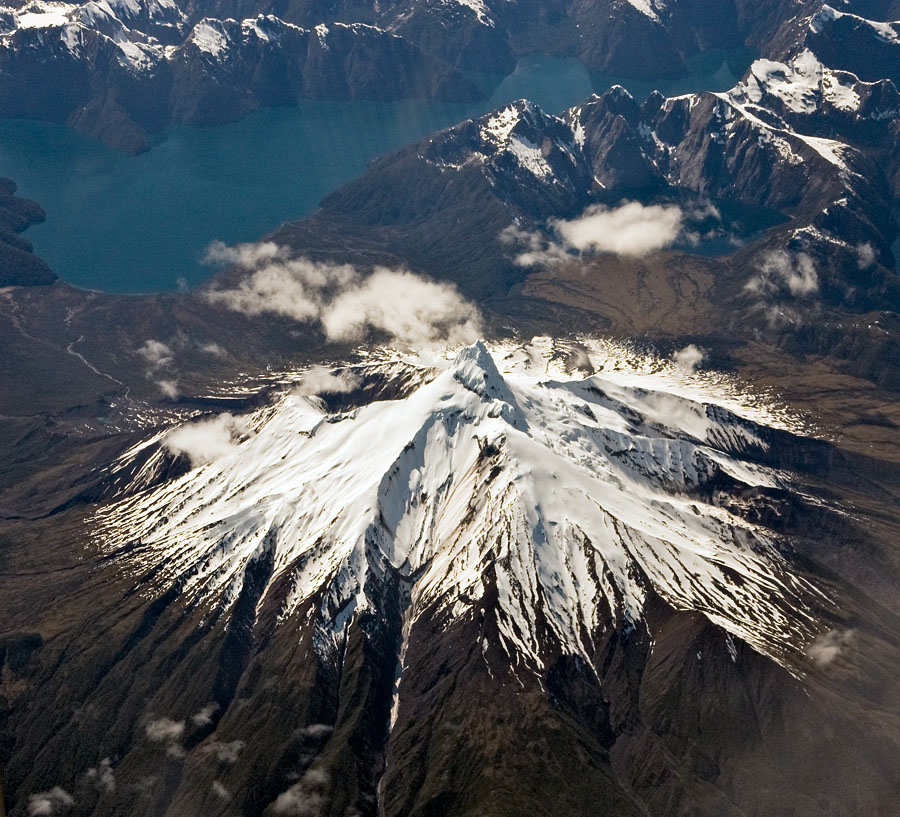
Фото вулкану з літака